# Амфилохий (Вакульский)
Епи́скоп Амфило́хий (в миру Антоний Яковлевич Вакульский; 12 (24) сентября 1862, местечко Докудов, Бельский уезд, Люблинская губерния — 25 января 1933, Саут-Кейнан, штат Пенсильвания, США) — епископ Северо-Американской митрополии, епископ Аляскинский, викарий Северо-Американской епархии. Миссионер. Писатель.

## Биография
Родился 12 сентября 1862 года в местечке Докудов Бельского уезда Люблинской губернии в крестьянской семье.
Начальное светское образование и духовное воспитание получил в церковно-приходской школе при Яблочинском Онуфриевском монастыре Холмско-Варшавской епархии и на курсах причётников при холмском кафедральном соборе.
13 января 1891 года пострижен в монашество с именем Амфилохий в Яблочинском монастыре. 3 марта 1891 года епископом Люблинским Флавианом (Городецким) рукоположен во иеродиакона, 21 ноября 1893 года епископом Люблинским Гедеоном (Покровским) — во иеромонаха.
В сентябре 1897 года архиепископом Холмским и Варшавским Флавианом утверждён в должности казначея Яблочинского монастыря с назначением разъездным миссионером на приходы в Бельском благочинническом округе, где проживало много униатов.
По благословению епископа Алеутского и Аляскинского Тихона (Белавина) 31 августа 1899 года поступил на двухгодичный миссионерский курс Казанской Духовной Академии (монгольский отдел), где изучал миссионерское дело, а также монгольский и калмыцкий языки. Выпускную работу написал о миссионерской деятельности среди монголов в Сибири.
По представлению епископа Алеутского и Североамериканского Тихона (Беллавина), указом Святейшего Синода 20 октября 1900 года переведён для миссионерского служения в Алеутскую и Североамериканскую епархию. 12 ноября того же года назначен миссионером в Куикпакскую миссию на Аляске. Временно, с 24 января по 5 мая 1901 года, исполнял обязанности настоятеля Свято-Троицкой церкви в Чикаго (шт. Иллинойс), на Аляску прибыл 19 июня 1901 года.
Прибыв на Аляску, он быстро освоил местные языки благодаря знанию монгольского и с 1900 по 1912 год был руководителем Куипакской Православной миссии с пятью приходами. Проповедуя христианство, много путешествовал по Северной Аляске — летом на каяке, а зимой на собачьей упряжке. Организовывал в эскимосских селениях небольшие группы обращенных в православие молодых людей и преподавал им Священное Писание, церковную историю, церковное пение, готовя из них учителей.
6 мая 1908 года возведён в сан игумена.
1 августа 1908 года епископом Аляскинским Иннокентием (Пустынским) переведен на должность настоятеля миссии в Михайловский форт (в состав миссии был включен Чукотский полуостров) и назначен также благочинным Михайловского округа. На Чукотке пробыл с 1 июня 1909 по август 1910 года; проповедовал среди местного населения и основал церковно-приходскую школу на 20 учащихся. За 11 лет служения на Аляске и Чукотке крестил до 1,5 тыс. язычников.
В апреле 1912 года согласно указу архиепископа Алеутского и Североамериканского Платона (Рождественского) стал благочинным приходов Канады и настоятелем прихода в Эдмонтоне (пров. Альберта) с проживанием в приписном к нему приходе в поселке Раббит-Хилл.

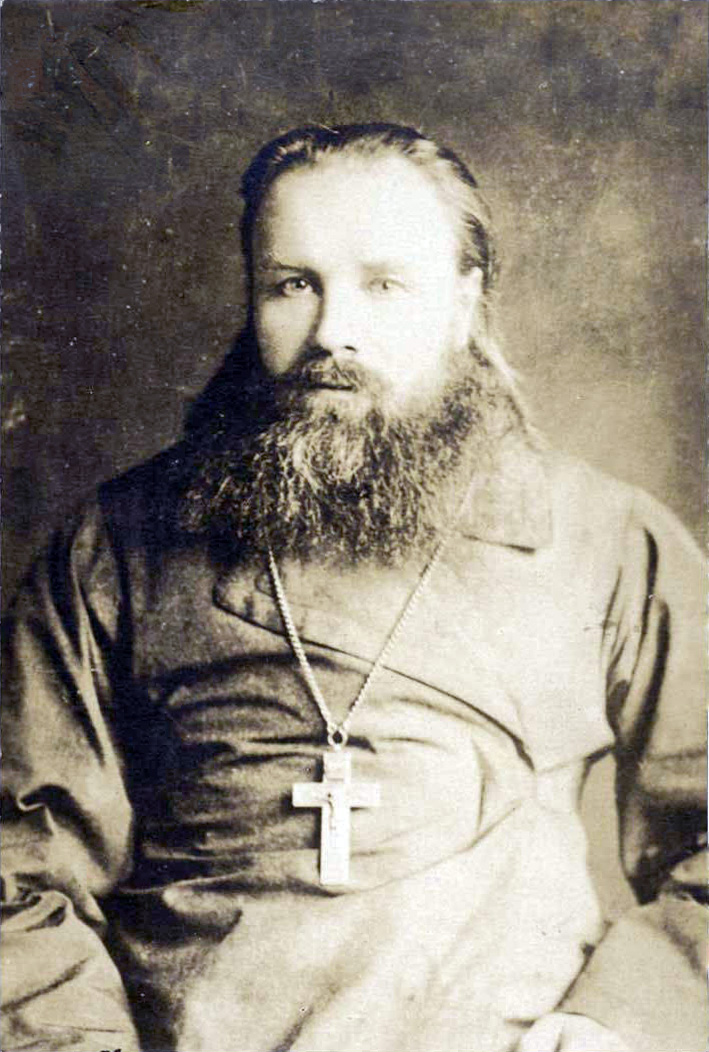
Игумен Амфилохий в 1909—1910 годах

6 мая 1914 года возведён в сан архимандрита.
20 апреля 1915 года епископом Аляскинским Александром (Немоловским) был назначен настоятелем кафедрального Свято-Архангело-Михайловского собора в Ситке и благочинным Аляскинских миссий, 10 сентября 1916 года епископом Аляскинским Филиппом (Ставицким) — членом Аляскинского духовного правления.
По собственному прошению и с благословения архиепископа Алеутского и Североамериканского Евдокима (Мещерского) с июня 1916 года переведён на Северную Аляску начальником Североаляскинских миссий для противодействия протестантским миссионерам, переманивавшим паству в протестантизм. Осенью того же года он поселился в стане начальника Куикпакской миссии на реке Юкон, при Крестовоздвиженской церкви, и вскоре были возобновлены занятия в школе катехизаторов и открылся приют для детей-сирот.
В 1923 году был избран викарным епископом Аляскинским в помощь митрополиту Североамериканскому Платону (Рождественскому). Для совершения над ним наречения и архиерейской хиротонии Амфилохий был направлен епархиальным начальством в Москву, к Святейшему Патриарху Тихону, однако по обстоятельствам того времени не смог проехать далее Риги.
Наречение архимандрита Амфилохия во епископа состоялось по благословению Патриарха 28 июня 1924 года по возвращении из Европы. 28 июля того же года митрополит всей Америки и Канады Платон (Рождественский), епископ Чикагский Феофил (Пашковский) и епископ Детройтский Аполлинарий (Кошевой) в кафедральном Свято-Николаевском соборе Нью-Йорка хиротонисали Амфилохия во епископа. При этом в сообщении о его хиротонии не указания на то, что он был рукоположен как викарный архиерей. Но, по-видимому, для самого епископа Амфилохия было не важно, самостоятельным или викарным епископом он будет в дальнейшем, потому сначала de facto, a затем и de jure он стал викарием митрополита Платона.
Всю деятельность свою епископ Амфилохий посвятил Аляске, до революции посещал и Чукотский полуостров, по делам в Нью-Йорке бывал редко, чаще — в Сиэтле. Владыка имел авторитет среди своей паствы. Занимал Аляскинскую кафедру до сентября 1930 года. По болезни вынужден был уйти на покой в монастырь Тихона Задонского в Саут-Кейнане (шт. Пенсильвания). На смертном одре епископ стремился в ставшую для него родной Аляску — последними словами его были «Хочу в Аляску! Хочу в Аляску!»
Скончался в 25 января 1933 года от воспаления лёгких в Южно-Ханаанском Тихоновском монастыре в штате Пенсильвания. Погребён на кладбище монастыря в часовне-усыпальнице под тем же надгробным камнем где, впоследствии, обрели покой епископ Павел (Гаврилов) и митрополит Платон (Рождественский).